# NK Mladost Donja Bebrina
NK Mladost je nogometni klub iz Donje Bebrine u  Brodsko-posavskoj županiji.
Klub je osnovan 1947. Trenutno se natječe u 2. ŽNL Brodsko-posavskoj. Nekoliko sezona klub se natjecao u 1. ŽNL Brodsko-posavskoj. NK Mladost svake godine održava se Memorijalni nogometni turnir „Tomislav Matičević“ u spomen na tragično poginulog igrača.

## Vanjske poveznice
- NK Mladost" Donja Bebrina -Juniori na Facebooku